# Erika Flores
Erika Flores est une actrice américaine, née le 2 novembre 1979 à Grass Valley en Californie, États-Unis.

## Biographie
Elle est essentiellement connue pour avoir interprété le rôle de Colleen dans Docteur Quinn, femme médecin.

Elle a aussi joué Sarah, une patiente du Dr House dans un épisode de la saison cinq : Le petit paradis.

## Filmographie

### Cinéma
- 2007 : Quake : Cybele Fisher

### Télévision
| Date        | Titre                                | Titre original                   | Type            | Rôle                       | Notes                                               |
| ----------- | ------------------------------------ | -------------------------------- | --------------- | -------------------------- | --------------------------------------------------- |
| 1990        | Kaléidoscope                         | Kaleidoscope                     | Téléfilm        | Hillary jeune              |                                                     |
| 1990        | Dear John                            | Dear John                        | Série télévisée | Jessica à 12 ans           |                                                     |
| 1991        | Confusion tragique                   | Switched at Birth                | Téléfilm        | Arlene Twigg de 9 à 11 ans |                                                     |
| 1991        | Star Trek : La Nouvelle Génération   | Star Trek: The Next Generation   | Série télévisée | Marissa Flores             |                                                     |
| 1991        | The Owl                              |                                  | Téléfilm        | Lisa                       |                                                     |
| 1991        | La maison en folie                   | Empty Nest                       | Série télévisée | Luella                     |                                                     |
| 1992        | Notre belle famille                  | Step by Step                     | Série télévisée | Max                        |                                                     |
| 1992        | She Woke Up                          |                                  | Téléfilm        | Elizabeth                  |                                                     |
| 1993        | Visions of Murder                    |                                  | Téléfilm        | Kimberly                   |                                                     |
| 1993        | Le Complot de la haine               | Bloodlines: Murder in the Family | Téléfilm        | Une étudiante              |                                                     |
| 1993 - 1995 | Docteur Quinn, femme médecin         | Dr. Quinn Medecine Woman         | Série télévisée | Colleen Cooper             |                                                     |
| 1996        | Secrets enfouis                      | Buried Secrets                   | Téléfilm        | Mary Roff                  |                                                     |
| 1996        | La Couleur du baseball               | Soul of the Game                 | Téléfilm        | Une fille                  |                                                     |
| 1997        | Secret mortel                        | The Secret                       | Téléfilm        | Sharon                     |                                                     |
| 1999        | La croisière s'amuse, nouvelle vague | The Love Boat: The Next Wave     | Série télévisée | Ashley                     |                                                     |
| 2002        | Les Experts : Miami                  | CSI: Miami                       | Série télévisée | Cadet Julie Morales        |                                                     |
| 2009        | Dr House                             | House M.D.                       | Série télévisée | Sarah (une patiente)       | Épisode "Le petit paradis" (saison 5 - épisode 13)) |